# Обеліск Феодосія
Обеліск Феодосія або Дікіліташ (тур. Dikilitaş) — давньоєгипетський обеліск фараона Тутмоса III (XVIII династія) у Стамбулі, Туреччина. Встановлений римським імператором Феодосієм Великим у 390 році н. е. на роздільному бар'єрі колишнього іподрому Константинополя (теперішня площа Султанахмет). Є найкраще збереженим з усіх привезених у Константинополь обелісків і єдиним, привезеним безпосередньо з Єгипту.

## Опис
Являє собою чотиригранний моноліт із рожевого асуанського граніту (сієнський кар'єр), в основі якого лежить квадрат, а звужена до вершини частина закінчується правильною чотиригранною пірамідою . Всі чотири грані обеліска покриті письменами з єгипетських ієрогліфів, на верхньому фрагменті проглядається фігура фараона Тутмоса, який тримається за руки з єгипетським богом Амон — Ра .
П'єдестал складається із двох частин. Нижня частина — двох'ярусний моноліт. Нижній ярус — прямий паралелепіпед із квадратом в основі. Верхній — аналогічна фігура, але з меншим квадратом в основі і з вирізаними на кутах заглибинами для кубічних «крабів» із червоного граніту.
Висота обеліска 18,54 м, разом з п'єдесталом — 25,6 м.

## Історія
Спочатку розташовувався в південній частині Великого Храму Атума-Ра-Амона, Фіви, біля сьомого пілона, де був встановлений у 1460 році до н. е. Присвячувався ювілею на честь тридцятиріччя правління фараона Тутмоса III (архітектор Пуемра). Мав початкову висоту 37,77 метра і вагу близько 542,94 тонни. Напис присвяти згадує переможний похід фараона до Месопотамії . За наказом імператора Феодосія Великого обеліск був доставлений до Константинополя: спочатку його перекинули на насип і, дотягнувши до берега Нілу, повантажили на барку; потім, сплавивши до Олександрії, перевантажили на спеціальний корабель (navis lapidariae). Під час перевезення крихкий гранітний моноліт луснув на дві частини. Верхня частина, висотою 19,59 м і масою близько 281,6 т, за допомогою спеціального підйомного крана (герана) була встановлена на бронзових опорах і мармуровому п'єдесталі.
Після 395 року н. е. обеліск був переобладнаний у фонтан . Водопровідна труба врізалася у правий фасад п'єдесталу, а виводи виходили в 4 посудини на бронзових опорах.

## Обеліск

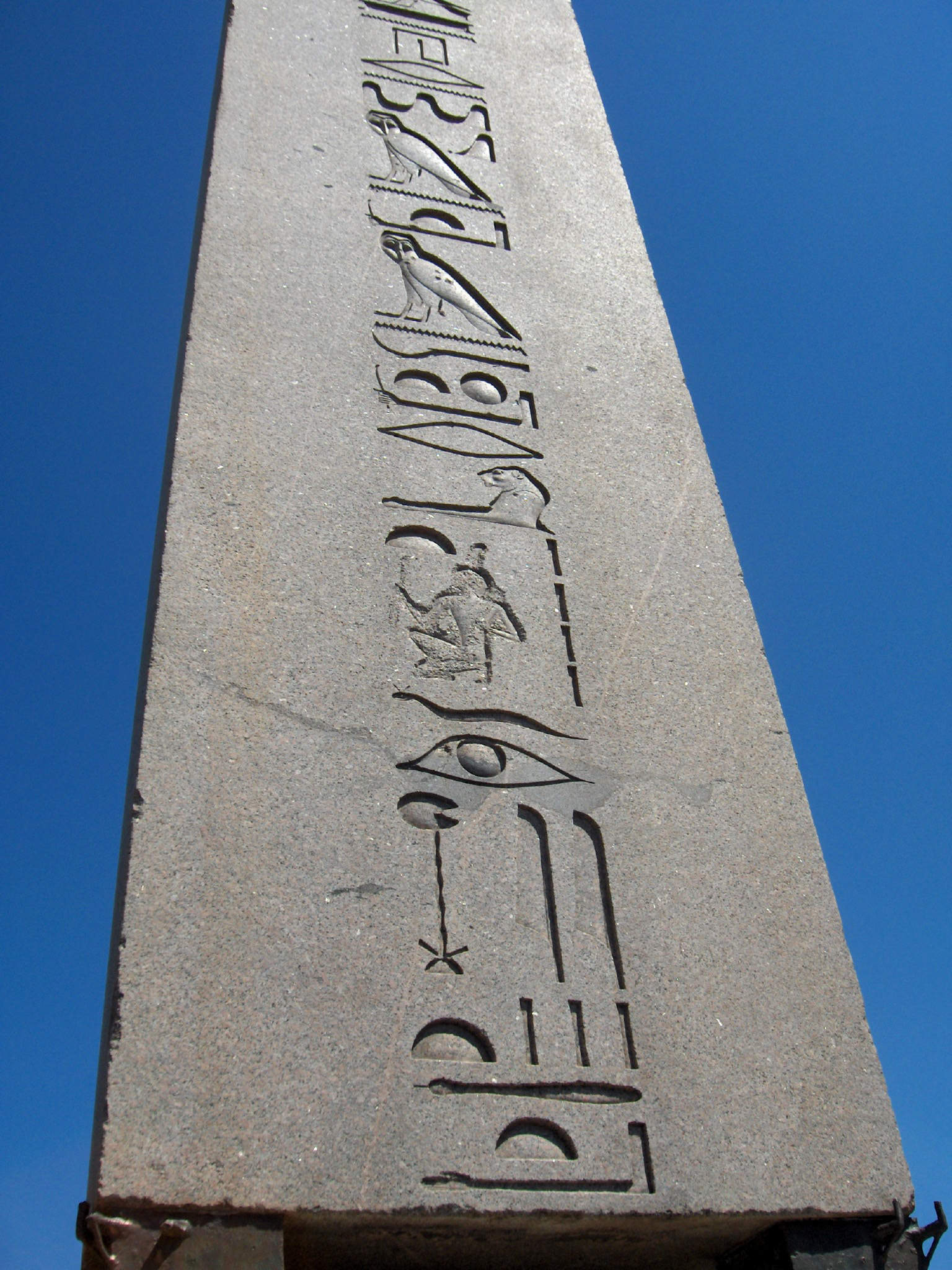
Нижня частина напису (південний фасад).
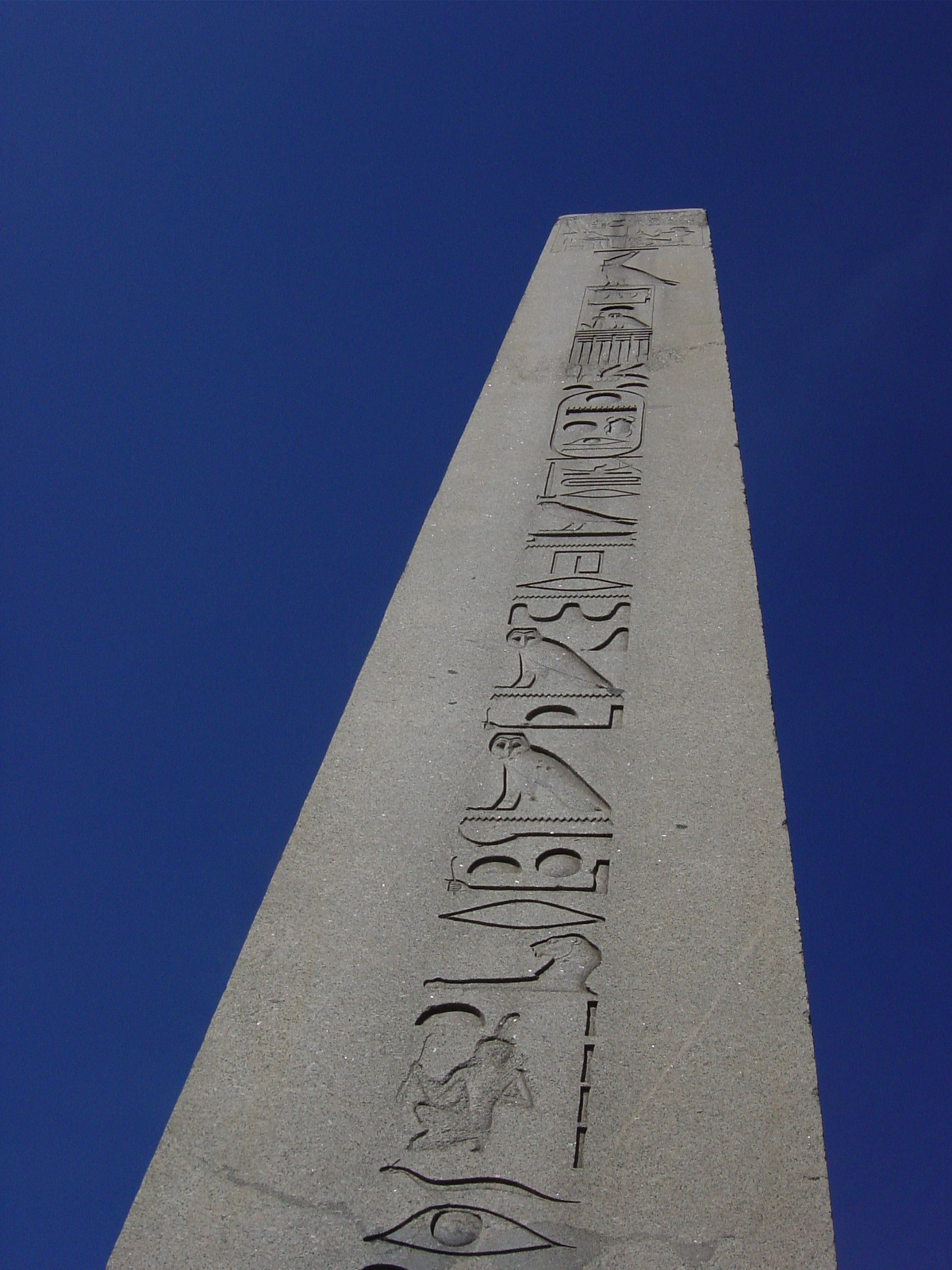
Верхня частина напису (південний фасад).
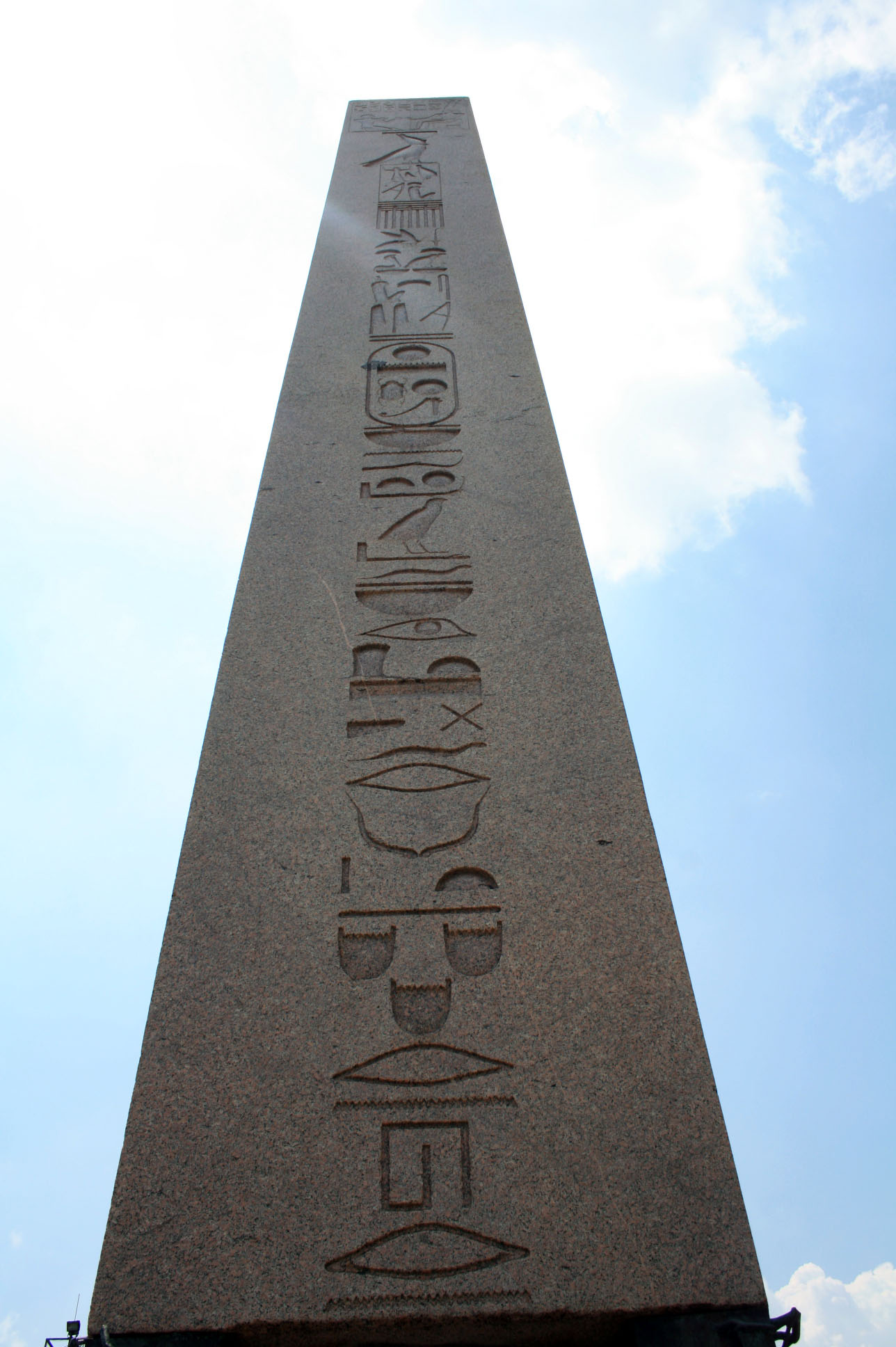
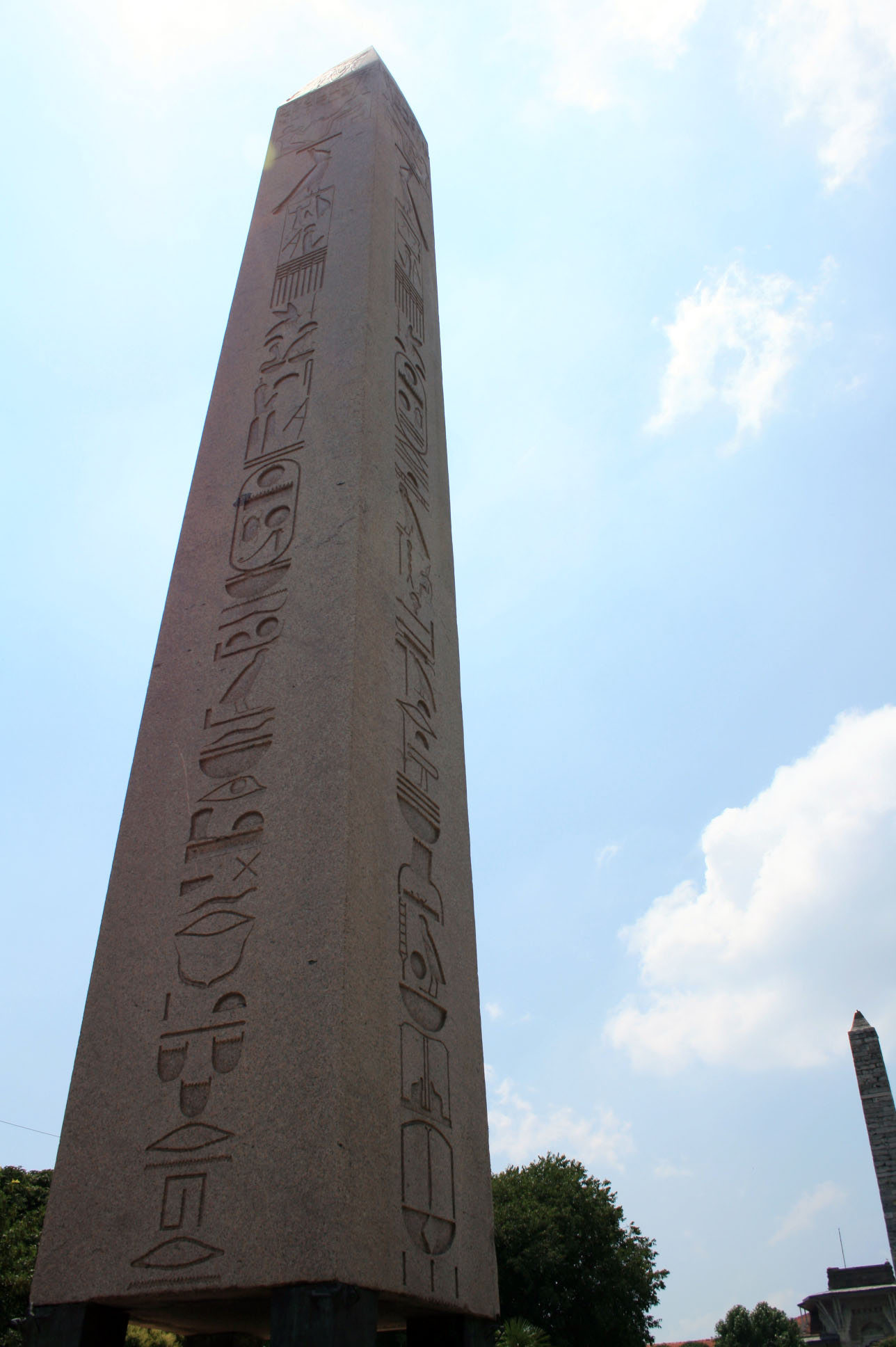

## П'єдестал

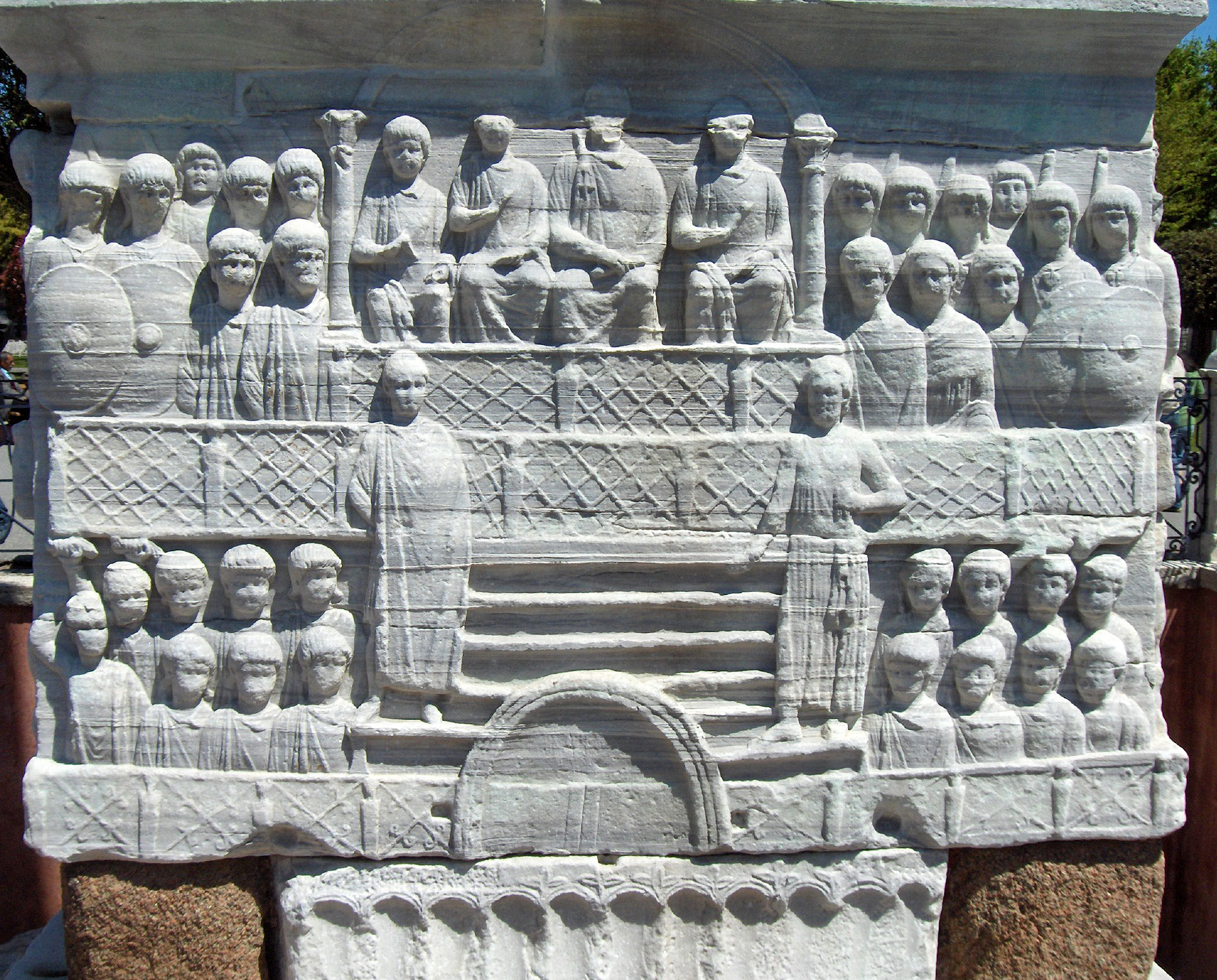
Імператор і його двір (північний бік).
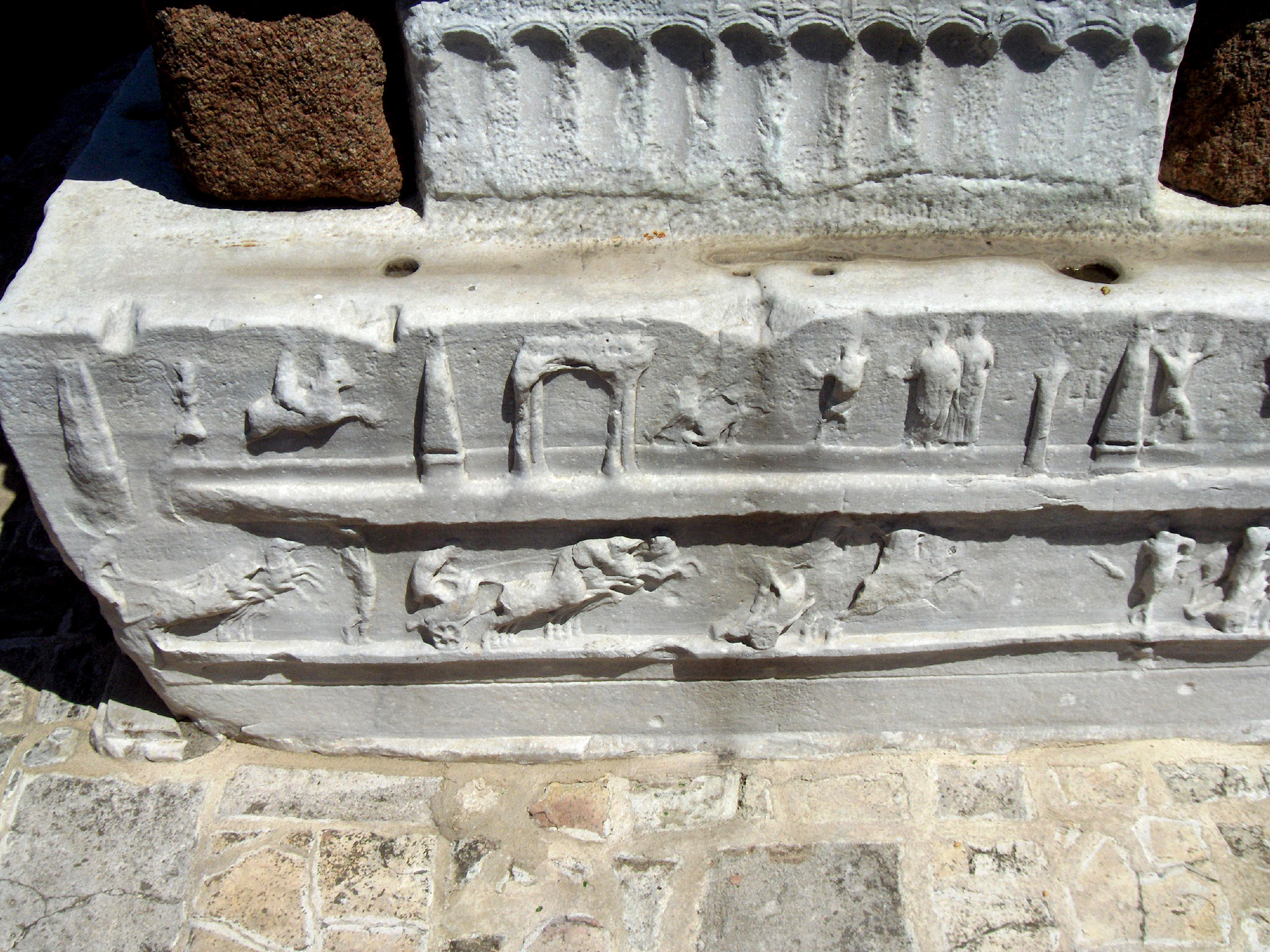
Змагання колісниць (південний бік).
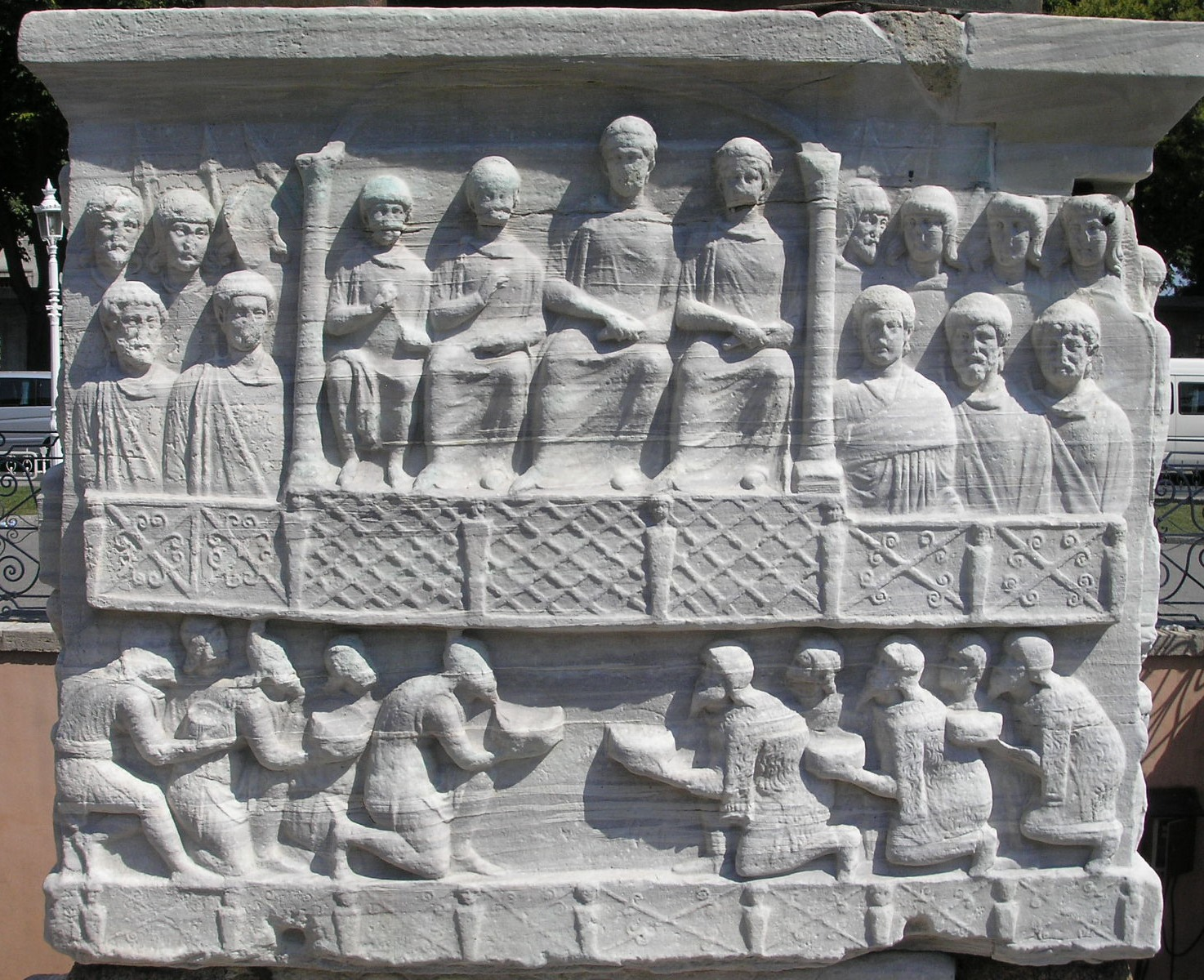
Підпорядкування варварів (західний бік).
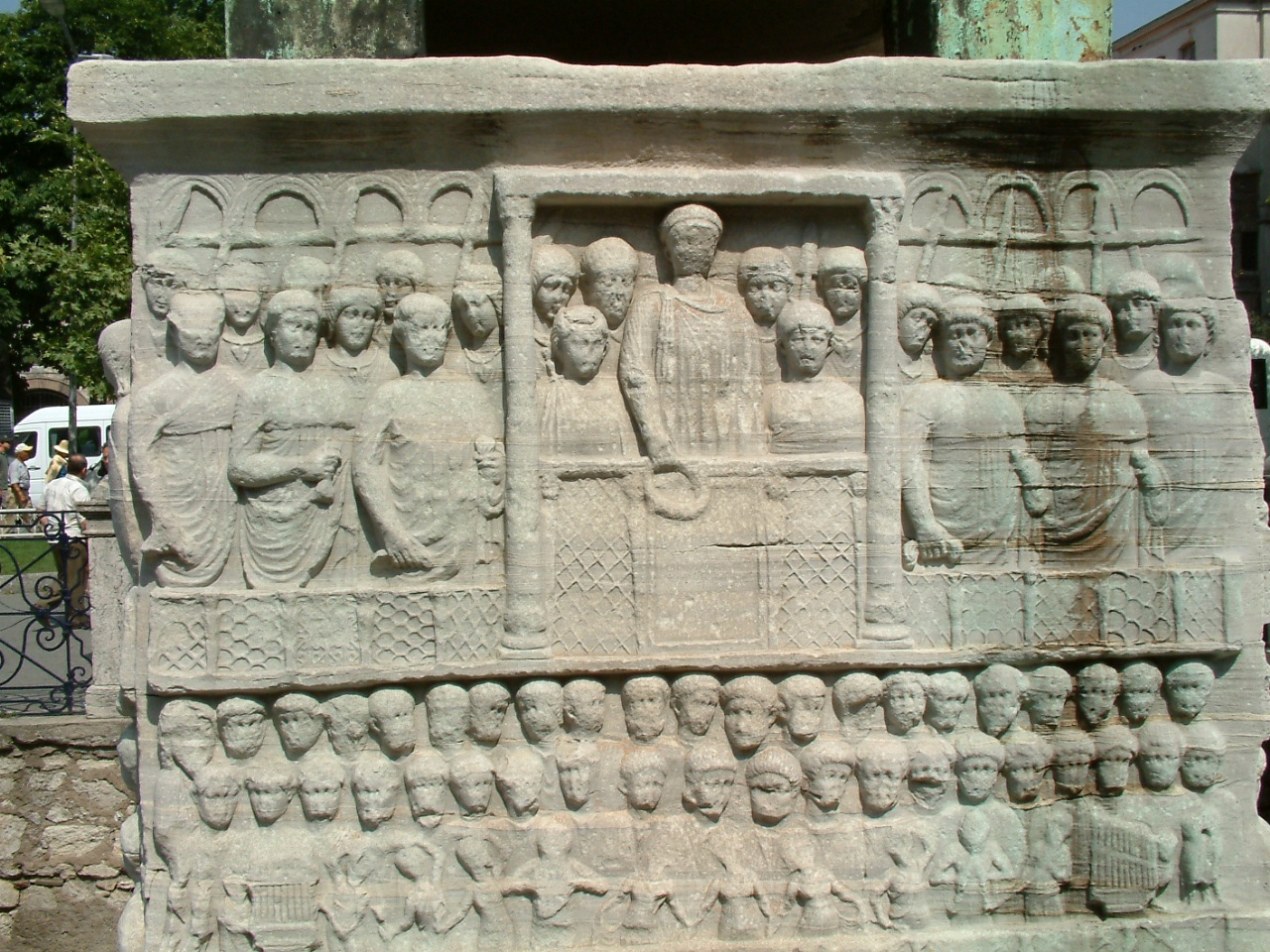
Сцена в цирку: в нижньому ряду танцюристи, Авлета і органісти (східний бік).

### Написи на п'єдесталі

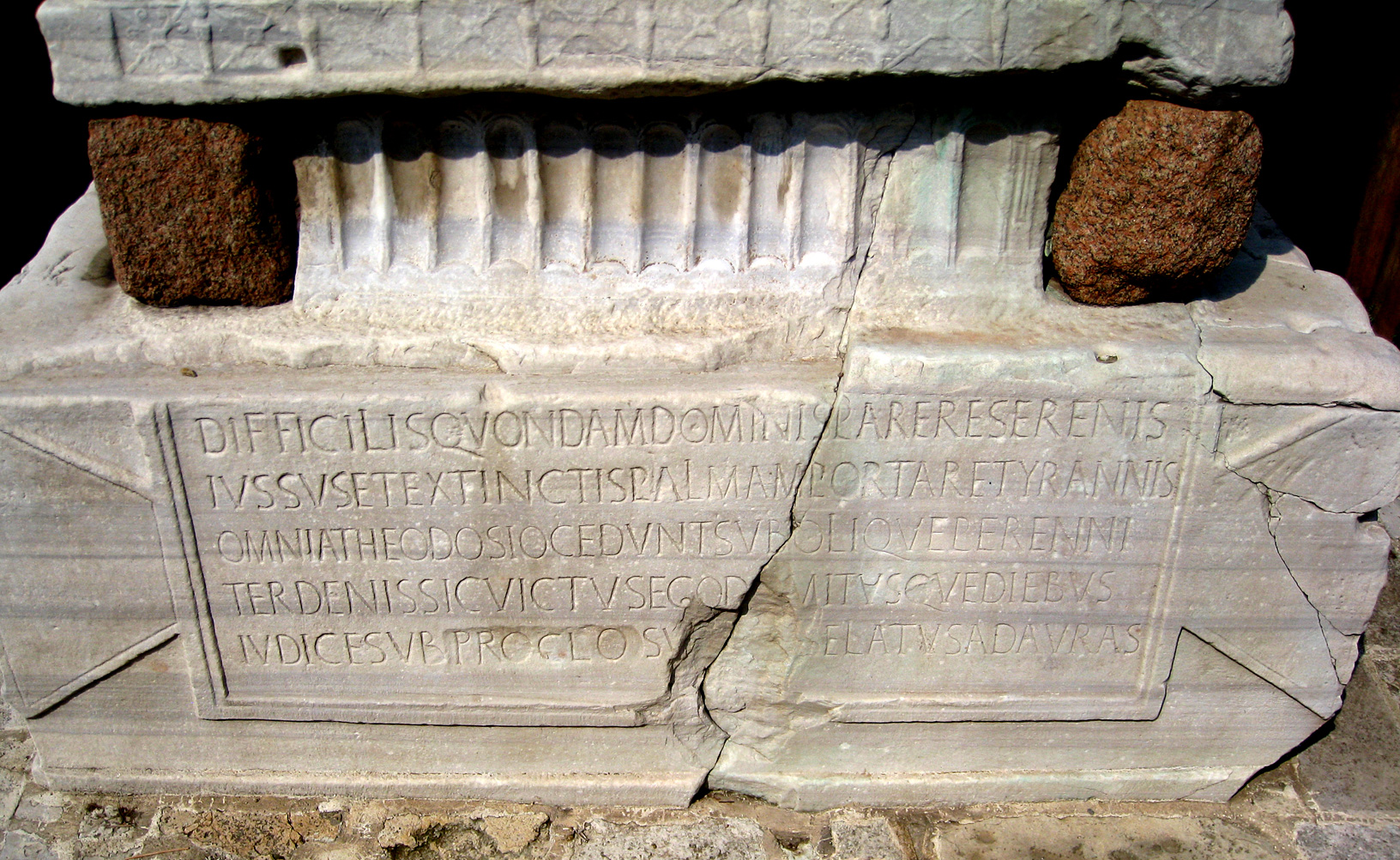
Напис латиною (східний бік)

На східному боці є напис латиною, що складається з п'яти гекзаметрів. Незважаючи на те, що вона покрита тріщиною знизу, ще в XVI столітті вона була перекладена мандрівниками.
DIFFICILIS QVONDAM DOMINIS PARERE SERENIS
IVSSVS ET EXTINCTIS PALMAM PORTARE TYRANNIS
OMNIA THEODOSIO CEDVNT SVBOLIQVE PERENNI
TER DENIS SIC VICTVS EGO DOMITVSQVE DIEBVS
IVDICE SVB PROCLO SVPERAS ELATVS AD AVRAS

 Переклад: 
«Хоча раніше я протидіяв опору, я отримав наказ до послуху безтурботним володарям, щоб нести їх пальмову гілку, як тільки тирани були повалені. Все поступається Феодосію і його всевічній династії. У цьому також і моя правда - я був переможений і за тричі по десять днів знайшов володаря, будучи піднятий у повітря при префекті Прокулі». 

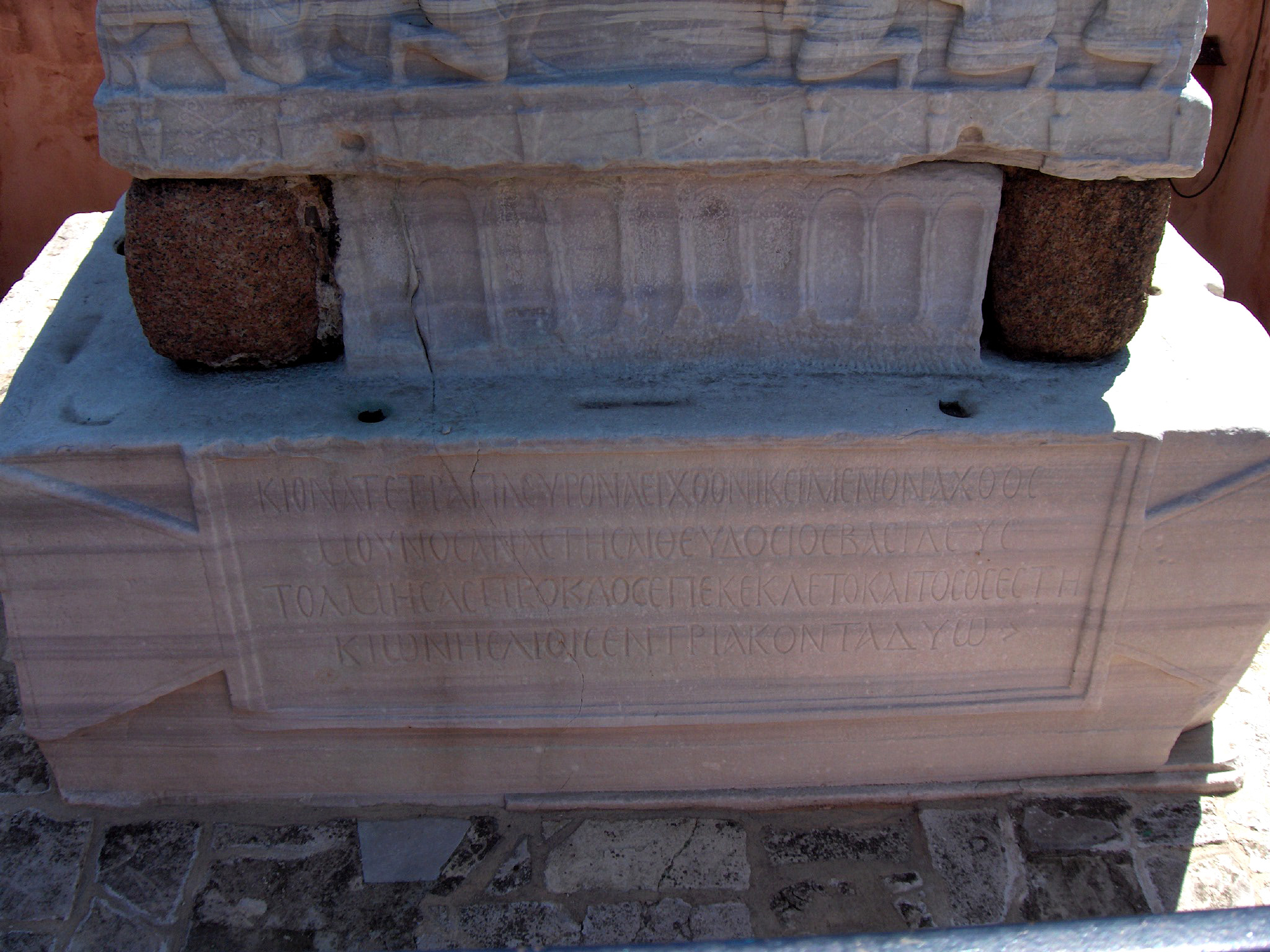
Грецький напис (західний бік)

На західному боці той самий напис повторюється у двох елегійних строфах, написаних по-візантійськи (грецькою), хоча він повідомляє про те, що треба було 32 дні (TPIAKONTA ΔYO), а не 30 на встановлення обеліска:
KIONA TETPAΠΛEYPON AEI XΘONI KEIMENON AXΘOC
MOYNOC ANACTHCAI ΘEYΔOCIOC BACIΛEYC
TOΛMHCAC ΠPOKΛOC EΠEKEKΛETO KAI TOCOC ECTH
KIΩN HEΛIOIC EN TPIAKONTA ΔYO 

Переклад: 
 «Це - колона з чотирма гранями, яка лежить на землі; тільки імператор Феодосій наважився звести її знову; Проклос був запрошений виконати наказ; і ця велика колона була встановлена за 32 дні.» 